# Paul Bocuse

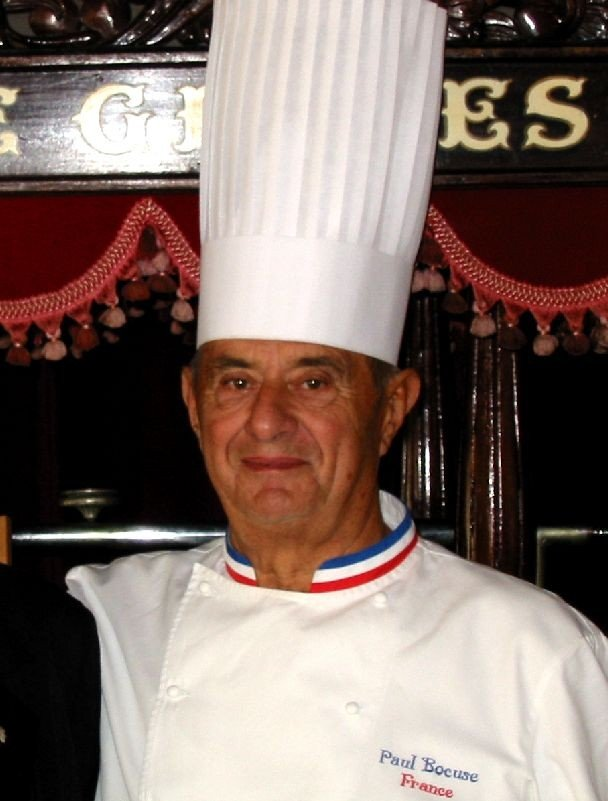
Paul Bocuse

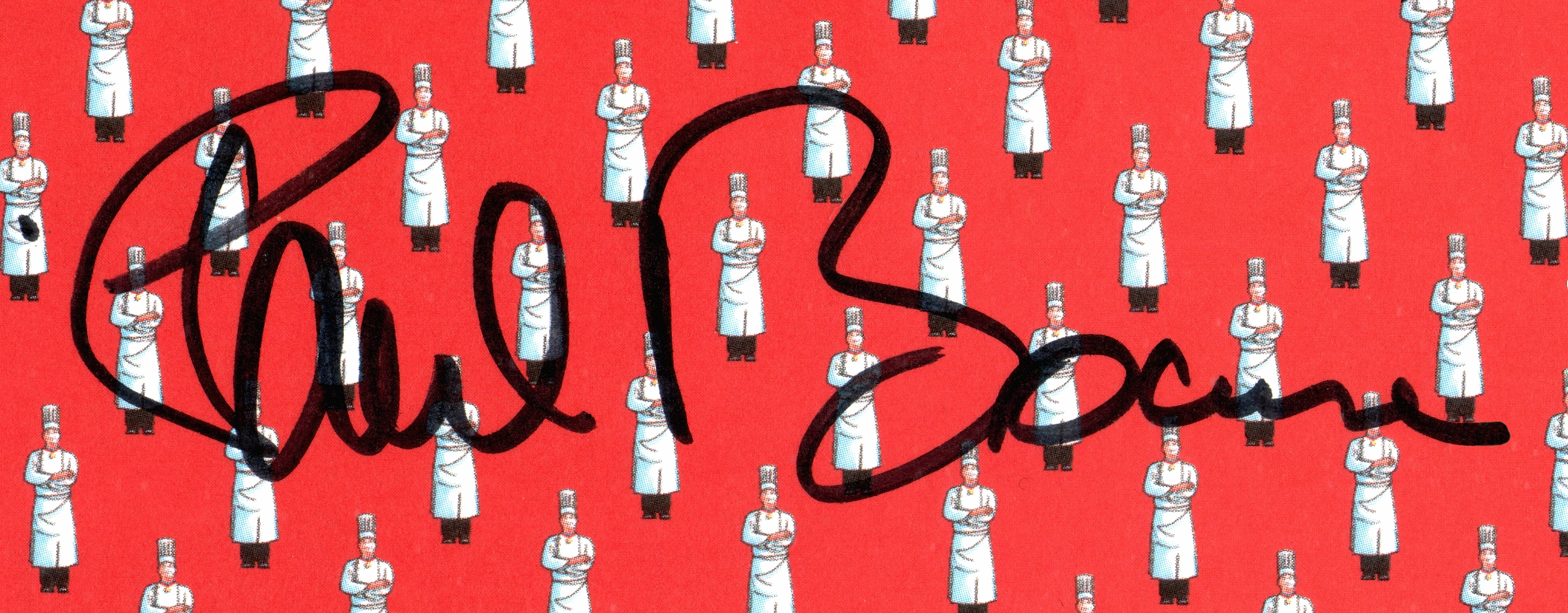
Unterschrift

Paul Bocuse [pɔl bokyz] (* 11. Februar 1926 in Collonges-au-Mont-d’Or bei Lyon; † 20. Januar 2018 ebenda) war ein französischer Koch, Gastronom und Kochbuchautor. Er war der wichtigste Wegbereiter der Nouvelle Cuisine und galt als einer der besten Köche des 20. Jahrhunderts. Sein Restaurant Paul Bocuse (auch L’Auberge du Pont de Collonges genannt) wurde von 1965 bis 2019 ohne Unterbrechung mit drei Michelin-Sternen ausgezeichnet. 1989 wurde er vom Gault-Millau zum „Koch des Jahrhunderts“ ernannt. Paul Bocuse hatte zahlreiche Schüler, die ebenfalls bekannte Köche wurden, in Deutschland sind dies vor allem Eckart Witzigmann, Heinz Winkler und Franz Keller.

## Leben und Werk

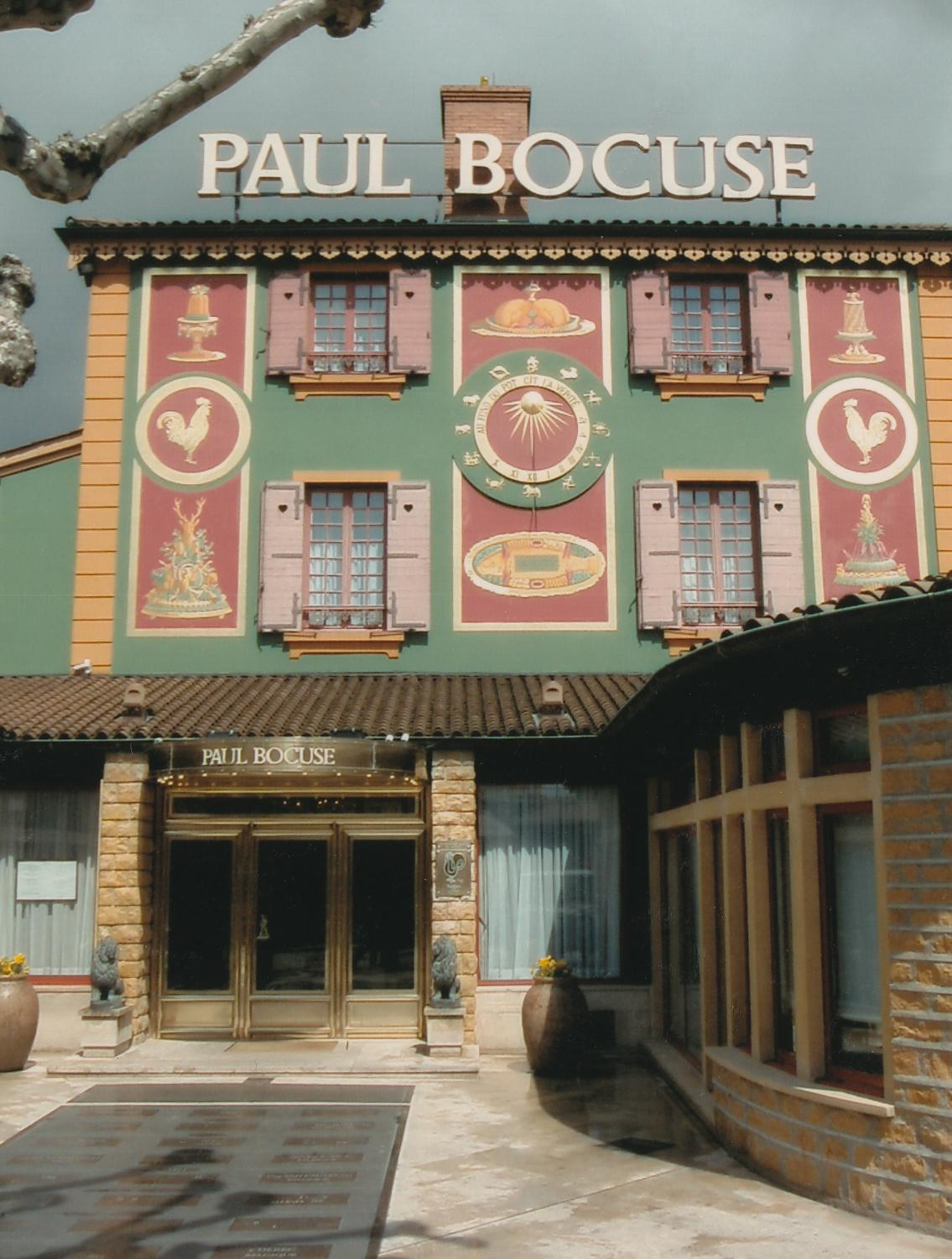
Restaurant L’Auberge du Pont de Collonges

Maître Paul Bocuse begrüßt seine Gäste in Form einer Wandmalerei vor seinem Restaurant L’Auberge du Pont de Collonges

Wandmalerei neben dem Restaurant L’Auberge du Pont de Collonges von Paul Bocuse

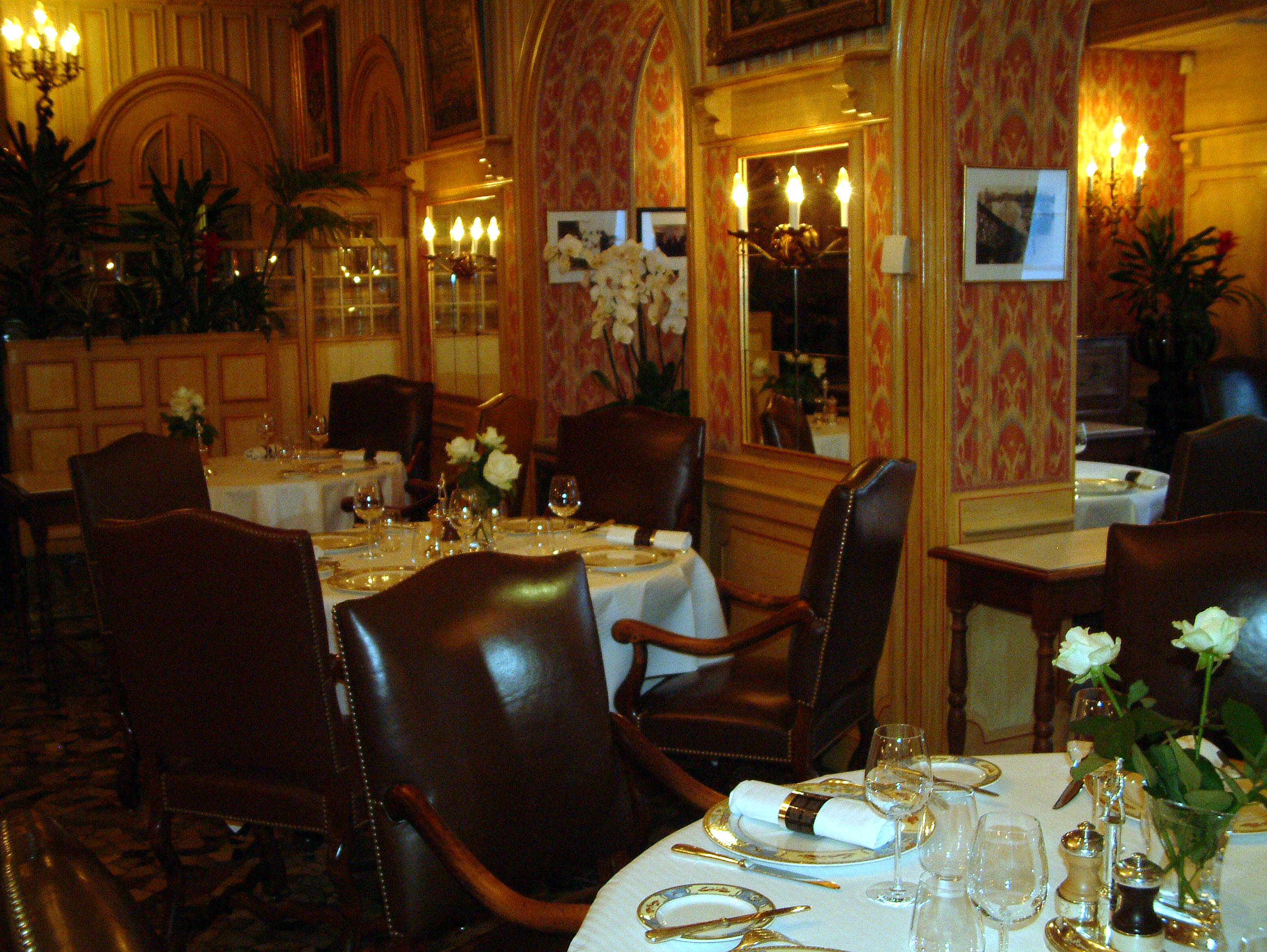
Restaurant L’Auberge du Pont de Collonges
(Innenansicht, August 2013)

Mit neun Jahren war Paul Bocuse bereits Koch in der Küche seines Vaters. Seine Ausbildung zum Koch absolvierte er bei der Drei-Sterne-Köchin Eugénie Brazier in Lyon. Er betrieb zuletzt fünf Brasserien in Lyon sowie zwei Restaurants in Collonges au Mont d’Or, die L’Auberge du Pont de Collonges und die L’Abbaye de Collonges au Mont d’Or.
Schon sein Urgroßvater Nicolas eröffnete im Jahr 1840 am Ufer der Saône ein Restaurant. Dieses Restaurant übernahm Bocuse in dritter Generation von seinem Vater, nachdem er in den 1940er-Jahren in den verschiedensten Restaurants in Lyon und Paris eine Ausbildung zum Koch absolviert und sechs Jahre lang am Herd von Fernand Point, dem Besitzer des Drei-Sterne-Restaurants La Pyramide in Vienne, sein Wissen perfektioniert hatte.
1943, im Alter von 17 Jahren, schloss sich Bocuse der Résistance an. Bei Kämpfen in den Vogesen wurde er schwer verletzt und konnte dank eines US-amerikanischen Feldlazaretts mit Bluttransfusionen gerettet werden. Im Lazarett ließ er sich auf seinem linken Oberarm einen gallischen Hahn tätowieren, mit dem er sich später einige Male fotografieren ließ. Am 18. Juni 1945 konnte er bei der großen Siegesparade auf der Avenue des Champs-Élysées teilnehmen.

### Nouvelle Cuisine
Eine „Vorreiterrolle bei der Durchsetzung der Nouvelle Cuisine“ in den 1960er-Jahren übernahm sein Freundeskreis von zeitweilig bis zu 22 Küchenchefs. Zu dieser „Bande à Bocuse“ gehörten unter anderem die Brüder Jean und Pierre Troisgros, Paul Haeberlin, Alain Chapel, Louis Outhier, doch keine Köche aus Paris. Bocuse tauschte mit seinen Kollegen Rezepte aus, um die Tradition der alten Lyonnaiser Küche zu bewahren. Diese Küche zeichnet sich vor allem durch hochqualitative Produkte aus der Region und deren größtmögliche Frische aus.
Im Unterschied zu seinen Nouvelle-Cuisine-Kollegen Alain Senderens und Michel Guérard hielt er damit an der regionalen Küche fest, die sich auf frische Produkte vom Markt konzentriert, sich nach Jahreszeiten und Regionalität richtet. Den späteren Trend der Nouvelle Cuisine zu immer kleineren Portionen bei steigenden Preisen kritisierte er: „Nichts auf dem Teller – alles auf der Rechnung. […] Die Nouvelle Cuisine hat die französische Küche ins Absurde überspitzt.“
In Deutschland wird Bocuse besonders mit dem Begriff der Nouvelle Cuisine in Verbindung gebracht, da die deutsche Übersetzung seines  500 Seiten umfassenden Buches La Cuisine du Marché (1976) (Die Küche des Marktes) vom deutschen Econ Verlag 1977 unter dem Titel Die neue Küche erschien. Dem deutschen Fernsehpublikum wurde Paul Bocuse durch die Fernsehserie Bocuse à la carte: Französisch kochen mit dem Meister bekannt, die ab dem 15. September 1985 im ZDF in 13 Folgen gezeigt wurde. Die Rezepte wurden als Buch veröffentlicht. Später distanzierte er sich wieder von Kochsendungen, laut Marc Haeberlin meinte Bocuse: „Ich hab’ mein ganzes Leben gearbeitet, dass die Köche hinterm Herd hervorkommen und ans Licht kommen, aber jetzt muss ich daran arbeiten, dass sie wieder an den Herd gehen.“
Als Bocuse 1980 das Restaurant Tantris in München besuchte, reichte er beim Betreten der Küche zuerst dem verdutzten Spüler die Hand zur Begrüßung, nicht den Köchen; das machte Bocuse immer so, um den Köchen zu vermitteln: Wir sind ein Team, jeder ist wichtig.
In seinem 1990 erschienenen Buch Cuisine de France machte er nochmals deutlich, dass die ideale Küche eine bodenständige Küche sei, die sich auf frische Produkte vom Markt stütze, die sich nach den Jahreszeiten richte und regionale Traditionen hervorhebe: „Die Küche macht 20 % des Restaurants aus, der Rest ist Atmosphäre“, meinte Bocuse.
Wie die meisten Starköche kochte Bocuse kaum noch selbst, was er auch unumwunden zugab. Auf die Frage, wer denn koche, wenn er selbst gerade nicht da sei, sagte er: „Derselbe, der kocht, wenn ich da bin.“ Monsieur Ferrari habe seine Autos auch nicht selbst gebaut, begründete er einmal seinen Rückzug aus der Küche. Küchenchef in der L’Auberge du pont de Collonges ist seit 1995 Christophe Muller, der im Jahr 2000 mit der Auszeichnung Meilleur Ouvrier de France geehrt wurde.

### Gründungen
Bocuse vermarktete nicht nur sich selbst, auch Delikatessprodukte; darunter Wein von eigenen Weinbergen, Champagner, Tee, Marmeladen, Terrinen und Konserven. Diese brachte er unter dem Label Bocuse auf den internationalen Markt. 1979 wurde er für seine Dosenprodukte von Lothar Eiermann in einem offenen Brief mit dem Titel „Adieu à un Roi“ („Abschied von einem König“) kritisiert. Bocuse bezeichnete Eiermann als „Arschloch“ und schrieb dessen Chef, er solle die Anstellung von Eiermann überprüfen.
Er eröffnete 1982 zusammen mit dem Koch Roger Vergé und dem Pâtissier Gaston Lenôtre das Restaurant Pavillon de France im Epcot Center in Orlando, USA, einem Disney-World-Themenpark. Der Jahresumsatz seiner weltweit etwa 20 Restaurants und einer Hotelanlage sowie seiner kulinarischen Produkte und Küchengeräte betrug 2012 knapp 50 Millionen Euro bei etwa 700 Beschäftigten.
Bocuse gründete 1987 den wichtigsten internationalen Kochwettbewerb für Profiköche, den Bocuse d’Or, der alle zwei Jahre in Lyon stattfindet.
1990 gründeten die französische Regierung und Paul Bocuse im Château du Vivier, das im Lyoner Vorort Écully liegt, das Institut Paul Bocuse – École de Management Hôtellerie Restauration & Arts Culinaires (deutsch: Paul-Bocuse-Institut – Schule für Hotellerie, Gastronomie und kulinarische Künste).
Im Jahr 2010 wurden hier 320 Studenten aus 37 Nationen in einem dreijährigen Studiengang ausgebildet. Von rund 600 Bewerbern pro Jahrgang wurden 2010 etwa 100 und 2013 25 bis 30 Studenten aufgenommen. 2008 wurde das Institut mit einem Forschungsinstitut erweitert. Das Centre de Recherche Institut Paul Bocuse befasst sich unter anderem mit gesünderer Ernährung und bietet dreijährige Doktorate über gastronomische Dissertationsthemen an.

### Ehrungen

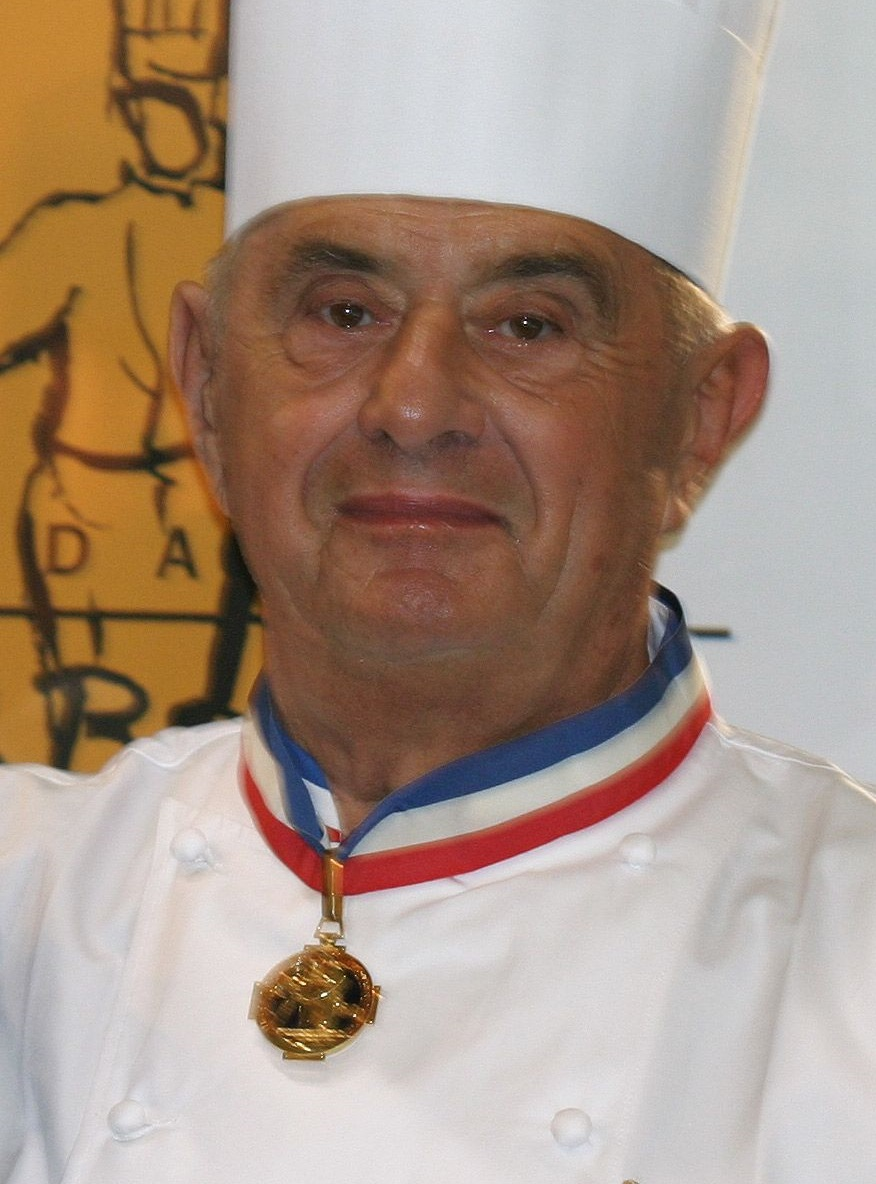
Paul Bocuse mit seiner Meilleur Ouvrier de France-Medaille

Der Höhepunkt seiner Karriere war die Erhebung zum Ritter der Ehrenlegion durch Präsident Valéry Giscard d’Estaing im Jahr 1975. Zu diesem Anlass bereitete der Geehrte mit zwölf Spitzenköchen – darunter Paul und Jean-Pierre Haeberlin, Michel Guérard und Jean Troisgros – ein Fünf-Gänge-Menü, das sie anschließend selbst mit dem Präsidenten im Elysée-Palast zu sich nahmen. Die schwarze Trüffelsuppe, eine Vorspeise mit großer Blätterteigkuppel, deren Bezeichnung die Initialen von Valéry Giscard d’Estaing als Zusatz trägt, ist seitdem legendär und noch immer als „La soupe aux Truffes V.G.E.“ auf der Speisekarte seines Restaurants zu finden und kostete Anfang 2018 bei ihm 87 Euro.
Meilleur Ouvrier de France ist der Orden, den er  1961 erhielt, stets für offizielle Fotos trug und den es als Serviettenring in Papierform für jeden Gast in seinen Restaurants gab.
Zudem tragen Teller und Besteck in den Bocuse-Restaurants seine Initialen. Bocuse war ein hervorragender Selbstdarsteller, zudem Medienstar und französischer Nationalheld.
Seit der Renovierung der städtischen Markthalle von Lyon von 2004 bis 2006 im Geschäftsviertel La Part-Dieu (3. Arrondissement) trägt die Markthalle zu Ehren von Bocuse den Namen Halles de Lyon-Paul Bocuse. Bei vielen Händlern der Markthalle hatte Bocuse für seine Restaurants eingekauft.

### Privatleben
Bocuse war ein Sammler von Jahrmarktsorgeln, die er im Keller und im Speisesaal seines Restaurants L’Abbaye de Collonges au Mont d’Or aufgestellt hatte und die zu Banketten für größere Gesellschaften spielen.
Kurz vor seinem 80. Geburtstag erschienen seine Memoiren: Le feu sacré (deutsch: Das heilige Feuer), mit einem Vorwort des einst von ihm bekochten Präsidenten Giscard d’Estaing. In dieser Biografie wurden auch Details aus seinem Privatleben enthüllt: Jahrzehntelang lebte er mit drei Frauen zusammen und unterhielt drei Haushalte. Mit seiner Ehefrau Raymonde, mit der er die Tochter Françoise hatte, war er seit 1946 verheiratet. Mit Raymone Carlut, der Mutter seines Sohns Jérôme Bocuse, war er mehr als 50 Jahre zusammen und 35 Jahre mit einer dritten Partnerin, Patricia Zizza, der Mitgründerin seiner Firma Les Produits Paul Bocuse. Aus dieser Verbindung ging die Journalistin Ève-Marie Zizza-Lalu hervor, mit der Bocuse gemeinsam seine Memoiren verfasste. Zitat: „Ich mache das, wovon jeder Mann träumt.“ In seinen letzten Lebensjahren litt Bocuse an Parkinson.
Er starb am 20. Januar 2018 im Alter von 91 Jahren in seiner Heimatstadt. Am 26. Januar 2018 nahmen in der Kathedrale von Lyon 1500 Chefköche aus Frankreich und dem Ausland sowie hochgestellte Politiker von Bocuse Abschied. Mit ihren weißen Kochjacken erwiesen ihm seine Berufskollegen die letzte Ehre. Zum Ausklang der Trauerfeier intonierte die Orgel der Kathedrale das Lieblingslied von Bocuse, Edith Piafs «Non, je ne regrette rien» (Nein, ich bereue nichts). Ursprünglich sollte das Begräbnis mit einer einfachen Zeremonie in der kleinen Kirche von Collonges abgehalten werden, wie von ihm gewünscht. Doch das stellte sich bald als unmöglich heraus, da so viele Menschen persönlich von ihm Abschied nehmen wollten, erklärte Jérôme Bocuse. Paul Bocuse wurde auf dem Cimetière communal in seiner Heimatgemeinde Collonges-au-Mont-d’Or beigesetzt.

## Wirkung
Paul Bocuse war ein Erneuerer der französischen Haute Cuisine. Bei Fernand Point hatte er gelernt: „Fleisch und Fisch wurden weniger durchgegart, Soßen nicht mehr mit Mehl gebunden, die Portionen verkleinert, Aromen konzentriert und Gewürze nur noch eingesetzt, um den Eigengeschmack der Speisen hervorzuheben.“ Die Portionen seien klein gewesen, aber das aus gutem Grund: Die Menüfolgen bei Bocuse umfassten schließlich sechs bis zwölf Gänge.
Zugleich bewahrte er mit der Lyonnaiser Tradition der höchstmöglichen Produktfrische und -qualität die Achtung vor dem Lebensmittel. Tradition und Erneuerung vereinten sich in seiner Interpretation der Nouvelle Cuisine, die vor allem von Michel Guérard ins Leben gerufen worden war. Die Nouvelle Cuisine setzte sich jedoch erst mit Bocuse und seinem Freundeskreis als weltweiter Kochtrend durch. Nach seiner Abkehr von der Nouvelle Cuisine Ende der 1980er-Jahre dominierten wieder die traditionelle Produktqualität und sättigende Portionen, wovon sich jedoch nur die Produktqualität in der Haute Cuisine behaupten konnte.
Weiterhin etablierte er das heutige Berufsbild und -ziel des Kochs, nicht mehr als abhängiger Angestellter in der (Keller-)Küche zu arbeiten, sondern ein selbständiger Unternehmer mit einem eigenen Restaurant zu werden. „Bocuse hat den Mut gehabt, aus seiner Küche zu kommen“, wie es Jean-François Mesplède formulierte, der frühere Chef des Michelin-Restaurantführers. Der international bekannte Küchenmeister Joël Robuchon meint: „Paul Bocuse hat die Köche aus ihren Küchen geholt, weltweit. Koch war seinerzeit ein verkannter Berufsstand“.
Das Restaurant Paul Bocuse wurde nach dem Tod von Bocuse weiter geführt und wurde 2019 mit drei, ab 2020 mit zwei Michelinsternen ausgezeichnet.

## Auszeichnungen (Auswahl)
- 1961: Meilleur Ouvrier de France

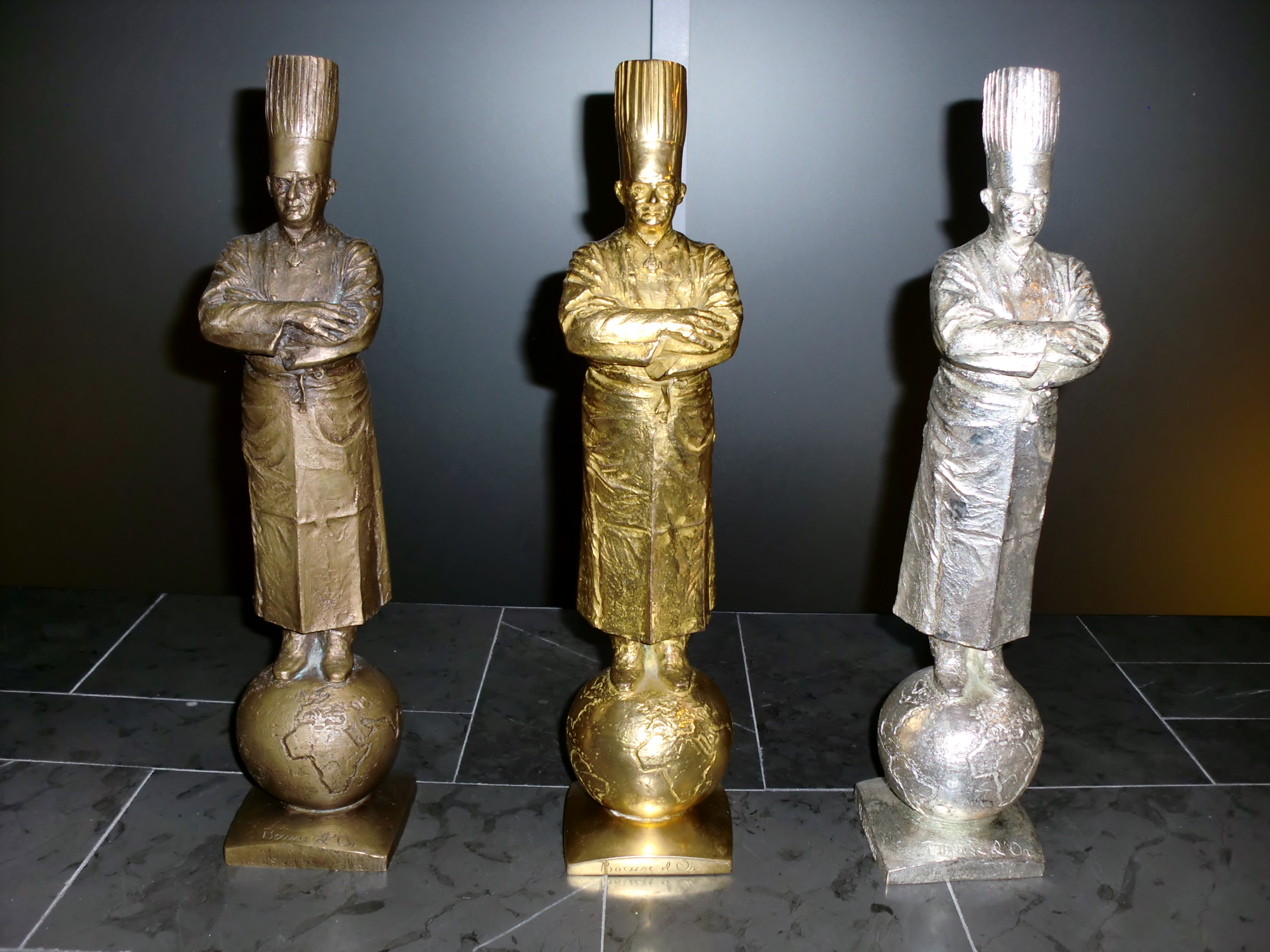
Trophäen des Bocuse d’Or

- seit 1965: 3 Sterne im Guide Michelin[39]
- 1975: Aufnahme in die Ehrenlegion
- 1989: Koch des Jahrhunderts – Gault-Millau
- 1992: Verdienstkreuz 1. Klasse der Bundesrepublik Deutschland für seine Pionierarbeit in der deutschen Gastronomie
- 2012: Life Chief Award – Verband der Köche Deutschlands im Rahmen der IKA/Olympiade der Köche
- 2015: Grand Officier des Ordre national du Mérite

## Veröffentlichungen (Auswahl)
- 1977: Paul Bocuse: Die neue Küche. Das Kochkunstbuch vom König der Köche. (OT: La Cuisine du Marché.) Aus dem Französischen und Bearbeitung von Isabelle und Bernd Neuner-Duttenhofer, Econ Verlag, Düsseldorf, ISBN 3-430-11357-1, (unveränderte, elfte Auflage, Heyne, München 1988, ISBN 3-453-40261-8).
- 1982: Bocuse: Die neue Küche. ISBN 3-88199-115-8.
- 1985: Bocuse à la carte: Französisch kochen mit dem Meister. ISBN 3-8068-4237-X.
- 1985: Paul Bocuse in Ihrer Küche: Einfache Gerichte des großen Meisters zu Hause selber kochen. ISBN 3-453-36001-X.
- 1988: Mein Meisterwerk: Bon appetit. Mit Heinz Winkler, ZS Verlag, ISBN 3-924678-07-3.
- 1990: Kochen und Backen mit Paul Bocuse. ISBN 3-927117-53-6.
- 1991: Die Neue Küche. Das Kochkunstbuch vom König der Köche. ISBN 3-430-11357-1.
- 1995: Das Paul-Bocuse-Standardkochbuch. ISBN 978-3-453-08076-8.
- 1996: Meisterhaft Kochen leicht gemacht: Traditionelle Gerichte für Fest- und Feiertage. ISBN 3-929626-70-5.
- 2005: Le feu sacré. [Das heilige Feuer] Memoiren. Mit Ève-Marie Zizza-Lalu. Éditions Glénat, Grenoble 2005, ISBN 2-7234-5216-6, Besprechungen: [40].
- 2012: Bocuse für jeden Tag. ISBN 978-3-941787-75-9.
- 2016: Institut Paul Bocuse: Die hohe Schule des Kochens. ISBN 978-3-95961-019-3.

## Filme
- Bocuse à la carte: Französisch kochen mit dem Meister. Kochsendung, BR Deutschland, wöchentliche Serie in dreizehn Teilen à 25 Min., 1985, Produktion: ZDF, Erstsendungen: 15. September 1985 – 27. Oktober 1985 im ZDF,[13] Inhaltsangabe von Der Spiegel.

- Bon Appétit Paul Bocuse. Kochsendung, BR Deutschland, wöchentliche Serie in dreizehn Teilen à 25 Min., 1989, Moderation: Petra Schürmann, Produktion: ZDF, Erstsendungen: 17. März 1989 – 16. Juni 1989 im ZDF,[41] Inhaltsangabe von wunschliste.de, Heinz Winkler assistierte Bocuse.[42]